# 2015-ös északnyugat-szíriai offenzíva
A 2015-ös északnyugat-szíriai offenzíva, a felkelők szóhasználatával a Győzelem Csatája, a szíriai polgárháború idején Idlibben és Hamában zajlott le.
A támadást három irányból indították meg, kettőt közülük kettő az Ahrar ash-Sham, az al-Káidához tartozó Jabhat al-Nusra és a Hódító Hadsereg név alatt összeállt iszlamista csapatok indították, a harmadikat pedig a Szabad Szír Hadsereg és szövetségeseik vállalták magukra. A Szabad Szír hadsereg (FSA) 13. Osztagának vezetője elmondta, az, hogy más csoportokkal, például az al-Nuszrával összehangolják a tevékenységüket, még nem azt jelenti, hogy szövetségesek. Napokon belül elfoglalták a felkelők Jishr ash-Shugurt, később pedig a hadsereg egyik támaszpontját. A siker kulcsát sokan a szír ellenzék támogatói közötti jobb koordinációban látják. ennek ellenére még mindkét oldalon nagy volt a lemorzsolódás aránya.

## Előzmények
2015. március 24-én az újonnan alakult Hódító Hadsereg három irányból támadta meg Idlibet, és négy nap alatt be is vették a települést. Ezután Kafaryát és Fu'át vették ostrom alá. később a várostól délre fekvő Mastouma katonai támaszpontot akarták elfoglalni, de az itteni kísérleteik kudarccal végződtek. Ezt követően a Szír Hadsereg támadta meg a közeli Ariha városát három falut pedig sikeresen elfoglalt.

## Az offenzíva

### A felkelők elfoglalják Jishr ash-Shugurt
Április 22-én az újonnan alakult A Győzelem Csatája szervezésében támadást indítottak Idlib de facto központja, Jishr ash-Shugur ellen. A hadművelet azzal fenyegetett, hogy elvágják a kormányzati erőket az Idlibet Latakiával összekötő főúttól a kormány hadseregét. Fontos szerepe volt a támadásban a Téglagyárnak Mastouma mellett és a Ghaab síkságnak Hamá kormányzóságban. Itt a Szabad Szír Hadsereg (FSA) vezetésével akarták elvágni a Szír Hadsereg nyugati utánpótlási vonalát. A Téglagyár közelében az al-Nuszra Front egyik öngyilkos merénylője autóba rejtett pokolgépet robbantott, ezzel kezdetét vette itt is a hadművelet. Jishr ash-Shugurtól északra egy katonai ellenőrző pontnál robbanószerrel megrakott BMP-t robbantottak fel. Április 23-án este az ellenkező hírek dacára Jishr ash-Shugur még mindig a kormánykatonák kezén volt. Az al-Nuszra Front azt állította, a bevetés részeként 15 öngyilkos merénylőt küldtek a városba. Ezalatt a Ghaab síkságon Sirmaniyah falunál visszaverték a felkelők támadását. Itt is felrobbantottak egy autóba rejtett pokolgépet.
Másnap a felkelők elfoglalták a Mastouma támaszponthoz közeli egyik ellenőrző pontot, és négy ellenőrzőpontot Jisr al-Shughur körül, de a csaták még mindig 2-4 kilométerre folytak a várostól. A felkelők beszámolói szerint előre jutottak a város cukorgyáránál, és elfoglalták a Téglagyár melletti egyik hegyet. A Szír hadsereg azonban azt közölte, hogy 1 katona élete árán, de megvédték a várost, és cáfolták, hogy a felkelők előrébb tudtak volna jönni a cukorgyár környékén. Még aznap a felkelők elfoglalták a Kishr a-sh-Shugur és Ariha közötti stratégiai jelentőségű út ellenőrző pontját. A Szír Légierő legalább 40 légicsapást hajtott végre Idlib felett. Ellenzéki források arról számoltak be, hogy Furayqah környékén a három legmagasabb pont (Tal Muntar, Tal Hamkah és Tal Mantaf), a felkelők kezén van, de a Jishr ash-Shugurt Arihával összekötő út még járható. A helyszínre kormányzati erősítés érkezett, és Tal Hekmahnál visszafoglalták az ellenőrző pontot.
A Szíriai Emberi Jogi Megfigyelők (SOHR) szerint a harcok kezdete óta 43 felkelőt, köztük 13 csecsent öltek meg. A kormányzati hírforrások szerint viszont 1000 felkelő és 47 katona halt meg. Az offenzíva első napjaiban a Szabad Szír Hadsereg (FSA) néhány dandárja, így a Fursan al-Haq és az 1. Tengerparti Osztag (köztük a leghíresebb lövészük, Osama Abo Hamza) is TOW tankelhárítókat használtak a Szír Arab Hadsereg (SAA) csapatszállítói ellen az al-Ghaab síkságon.
Április 25-én reggel a felkelők elfoglalták a cukorgyárat, az Ayn Sibeelnél lévő ellenőrző pontnál pedig autóba rejtett pokolgépet robbantottak. Ezt követően az al-.Nuszra Front vezette felkelők elfoglalták a város túlnyomó részét, de a harcok ezután is folytatódtak, és több légi találat is érte a felkelők állásait. A nemzeti kórház és különösen az egyik ellenőrző pont még mindig a kormány kezén volt ekkor, a harcok pedig a város délnyugati részében folytatódtak. A Szír Hadsereg bejelentette, hogy elfoglalta Kurin falut. A felkelők megerősítették Jishr ash-Shugur védelmét, kivéve a még mindig a katonák ellenőrizte kórház környékén. Az összecsapások a város körül délen és keleten is folytatódtak. Az utakon 60 kormányzati Katona holtteste feküdt. A Szír Hadsereg visszavonulása közben a kórház elhagyását megelőzően 23 ott fogva tartottat kivégeztek. A Szír Hadsereg a város eleste után 30 alkalommal mért légi csapást a városra és környékére.
Jishr ash-Shugur után a felkelők a Ghaab síkság öt falvát is elfoglalták, és megtámadták Ishtabraq falut, míg az elfoglalt városban a légi támadásokban 27 embert, köztük 20 felkelőt megöltek.
Másnap a jelentések szerint a szír hadsereg visszafoglalta a cukorgyárat, és a város bejáratánál harcoltak már. with one report putting the clashes at around 5 kilometers south of Jisr al-Shughur. Katinai források szerint az SAA visszafoglalt egy falut a Ghaab síkságon, és egy átjárót nyitott a cukorgyár és a kórházban körbezárt katonák között.
Két öngyilkos merénylet után a felkelők elfoglalták a Qarmeed Téglagyárat. Több órányi intenzív összecsapás után a főépület lángra kapott, és emiatt a katonák kivonultak a területről. Itt 19 katonát öltek meg, míg a szír hadsereg jelentései szerint a csatában legalább 60-80 felkelővel végeztek. Cédric Labrousse ellenzéki aktivista szerint mindkét oldalon legalább 90 harcos halt meg, ugyanakkor az SOHR azt jelentette, hogy a két öngyilkos merénylőt is beleszámolva 10 felkelő halt meg, ugyanakkor hét tankot, hat ágyút és nagy mennyiségű lőszert zsákmányoltak a lázadók. Az SAA három tankját megsemmisítették. A Téglagyár elfoglalása után 14 légi támadás rázta meg a területet.
Később az SAA a Ghaab síkságon Ghaniyah falut visszafoglalta, és három másik falut megtámadott. A nap folyamán az al-Nuszra Fron amerikai gyártmányú TOW rakétákkal lőtte a Hezbollah állásait. Az SAA Jishr ash-Shugur környékén is visszafoglalt egy falut, de ezt két nappal később el is veszítette.
Április 28-án a felkelők megostromolták a kórházat, ahol a felkelők még mindig harcoltak. Aznap a kormányhoz közeli katonai források arról számoltak be, hogy a katonaság ellentámadást indított Idlibben a Téglagyár visszafoglalására. Egy olyan videófelvétel került nyilvánosságra, melyen Hassan ezredes telefonon keresztül erősítést kér Damaszkuszból, miközben a katonái ott vannak a háttérben. Az AL RAI újságnál dolgozó Elijah J. Magnier szerint Damaszkusz olyan parancsot adott, hogy minden áron foglalják vissza Jirsh ash-Shugurt. Ezalatt a felkelők abban a reményben, hogy fel tudják tartani a Hamából érkező erősítést, felrobbantották a város egyik hídját.
Április 29-én a felkelők megtámadták az Arihát Saraqebbel összekötő Musbin területet. Egy katonai hírforrás szintén megerősítette Musbin Kőfejtő elvesztését, de hozzátették, hogy a falu és a hegy még mindig az SAA ellenőrzése alatt áll. Visszaverték a felkelők negyedik támadását a kórház ellen, amit négy nap alatt hajtottak végre.
Május 1-jén az al-Nuszra Front harcosai felrobbantották magukat a nemzeti kórház kormányzati helyőrségében. A nap végére a kormány visszaszerezte az épület teljes ellenőrzését. A kórház körüli csatában az al-Nuszra 14 harcosa és több tucat kormányzati katona sebesült illetve halt meg. Ekkor már legalább 5000 katona állomásozott a Mastouma katonai bázison, Arihában, illetve az ezt körülvevő hegyeken. Az FSA al-Gabi Sólyomjai három hidat robbantottak fel, hogy ezeket vissza ne tudják foglalni, illetve direkt erre a hadműveletre az USA-ból hozott TOW rakétákkal lőtték az ellenséget.

### A Szír Hadsereg ellentámadása
Május 2-án az SAA a Hezbollah támogatásával ellentámadást indított, és a Ghaab síkságon három falut, Al-Misheeket, Al-Ziyaraht és Tall Wasetet visszafoglalt. Az összetűzésben legalább öt felkelő és a Hezbollah öt harcosa meghalt. A katonai hírforrások hozzátették, hogy a hadsereg elfoglalta Qastoun egy részét. Az ellentámadás legfontosabb célja az Idlib kormányzóságba vezető ellátási útvonalak fenntartása és védelmének megerősítése volt.
Másnap a szír hadsereg Tall Ma'er tab'I környékén tudtak előretörni, ami annak lett a következménye, hogy a felkelők támadását visszaverték, és még sikerült elfoglalni a közeli Tall SyriaTel hegyet is. A jelentések szerint a kormány erői Ghaniyahból Ishtabraq felé tudtak előre nyomulni. Ráadásul az SAA elkezdte a felkelők kezén lévő Al-Sirmaniyah bekerítését.
Május 4-én egy héten belül a nemzeti kórháznál a hetedik támadását verték vissza verték vissza a felkelőknek. Ezen kívül támadták még Arihát és Mastoumát, valamint a Latrakiát Idlibbel és Alepóval összekötő M4 összekötő út elvágásának reményében Ankawit és Ghabot. Ezzel az SAA-t arra akarták kényszeríteni, hogy összevonja a seregeit egy 31 mérföldes W alakú védekező zónában. A jelentések szerint két tank megsemmisítése után a felkelők előre törtek Hosh Msibin és Bothayna környékén, Tal SyrianTelt pedig visszafoglalták.
Május 6-án a kormányerők támadást indítottak az al-alawini ellenőrző pontnál és a Frikkát körülölelő hegyeken a felkelők állásai ellen. A Szír Légierő több mint 50 légi támadást intézett a terület ellen. A kormányerők (köztük több Szírián kívüli katonai csoport is) sikeresen haladt előre a körzetben. Ugyanakkor a felkelők azt hangsúlyozták, hogy ők elfoglalták az Ariha melletti utolsó hegyet, Tal Ma’ar Tab’it is, míg a Szíriai Arab Hadsereg azt mondta, még az éj leszállta előtt visszaverték a hegynél a felkelők próbálkozásait.
Május 7-én a Szír Hadsereg azt jelentette, hogy Qarta falu elfoglalása után a Tigris Haderő Jish ash-Shugur közelében a cukorüzemet visszafoglalta. Ezen felül 20 légitámadást is végrehajtottak, míg a felkelők az Alawinnél található ellenőrző pontnál és a Frikka hegyeknél folytatott ütközetekben megsemmisítettek két tankot és egy harmadik járművet. Később a Hadsereg katonái Alawint és a Malta-hegyet visszafoglalta. Az SOHR szerint Jish ash-Shugurban a kormányzat emberei közül 14 katonát és tisztviselőt öltek meg, köztük a Szír Dandár vezérezredesét, Kemal Dibet. Másnap a kormány is megerősítette, hogy a 24 légi támadás segítségével az Alawin ellenőrző pont és a Frikka hegyek között három helyszínt is elfoglaltak. Ezek közül kettő Frikka Al-Abeed és Sheikh Elias, míg a harmadik Al-Karnaza volt.
Május 9-én a kormánykatonák megközelítették Jishr ash-Shugurt, megpróbálták áttörni a 250 katonából és családtagjaikból álló sorfalat a nemzeti kórház körül, és két kilométernyire megközelítették a kórházat. A jelentések szerint Frikka közelében elfoglalták Tal Hataabot, és 20 alkalommal mértek légi csapást a környékre.
Május 10-én egy második autóba rejtett pokolgépet is felrobbantottak a Nemzeti Kórháznál, a felkelők ezután rohamozták meg az épületet. A robbanásban a centrum jobb szárnya összeomlott. A támadás alatt a felkelők megpróbáltak belépni az intézménybe, de ezt megakadályozták. A légierő 33 alkalommal mért csapást a környékre, ezek közül 22 a kórház közelében csapódott be. A Szír Hadsereg közelebb került a városhoz, de a kórház körüli támadások alábbhagytak, és a felkelők visszafoglaltak három ellenőrző pontot. Másnap korán reggel ezekről a pontokról azonban kiszorították őket. A kórháznál és annak környékén folyt csatákban 40 felkelő és 32 katona esett el. Más területeken, Frikkától északra az SAA elfoglalta Mushayrafatot és a hegyét, Tal Sheikh Al-Khataabot. Ugyanakkor a felkelők több katonai jármű tönkretétele után megszerezték Zeizunban a hőerőművet. Közben megölték az Ahrar al-Sham katonai vezetőjét, Abu Ubaydah Al Muhajirt. Éjszaka a felkelőknek el kellett hagyniuk az erőmű területét, de Zeziun falut még mindig meg tudták tartani. A létesítmény sok kárt szenvedett az ütközet során.
Május 11-én tovább folytak a harcok a kórház és a cukorgyár területén, illetve környékén. A felkelők egy járművet megsemmisítettek, a kormányerők pedig két ellenőrző pontot megszereztek. A felkelők állásait a nap folyamán 14 alkalommal lőtték a levegőből. Az Ariha környéki Kafr Najd sikertelen ostromában az FSA 101. Osztagának körülbelül 20 katonája halt meg.

### A felkelők erőre kapása és Ariha elfoglalása
Május 12-én a kórház egy része még mindig a felkelők kezén volt, és az épületben valamint azok környékén illetve a cukorgyár környezetében még mindig folytak a harcok. Hajnalban rövid időre elfoglalták, majd nem sokkal később katonailag ki is ürítették Sanqarah falut. Állításaik szerint a rajtaütésszerű támadásban legalább 20 katonát megöltek. Megtámadták és elfoglalták Kufayr falut is. Az ellenzéki hírforrások szerint a támadásban megölték a Szír Dandár vezérezredesét, Abdel Razak Abu Khader Ramlt. A nap végén egy csőbomba robbant fel a Fanar katonai támaszpont alatt, majd a felkelők Ariha mellett Jabal al-Arbaeen, Mastouma mellett pedig Musbin falut foglalták el. Később Jabal al-Arbaeen teljes környékét elfoglalták. A csatákban 17 katona (köztük három parancsnok) és 1 lázadó (köztük három vezető) vesztette életét. Bár a kormányerők éjszaka el tudták foglalni az Arihára néző egyik ellenőrző pontot, a felkelők másnap egy újabb támadást indítottak ez ellen, így vissza kellett vonulniuk. Honvédségi hírek szerint Musbinban még folytak a harcok, és a lázadók még nem tudták a teljes települést elfoglalni.
Május 14-én a kormány hadserege Kufayrt visszafoglalta, míg Kemal Dib dandártábornokot és Muheiddeine Mansour vezéőrnagyot Jishr ash-Shugurban illetve környékén megölték. Egy autóba rejtett pokolgépet sikerült még megállítani a kórház előtt, így nem tudott bejutni a komplexumba. A nap végére a felkelők Mushayrafat nagy részét visszafoglalták, de a faluban tovább folytak a harcok. Másnap a kormányerők visszafoglalták az Ariha melletti ellenőrző pontot Fanarban, de ugyanakkor elvesztették a 24 órával azelőtt visszaszerzett Kufayrt, A falut a felkelők környékbeli magas száma miatt kellett elhagyniuk.
Május 17-én a katonai hírforrások szerint több mint 2500 felkelő támadta meg Mastoumaát és a közelében fekvő Ba'ath katonai tábort. A támadás alatt a tábor mellett felrobbantottak egy autóba rejtett bombát is. A felkelők elfoglalták Moqbilit és beljebb nyomultak Mastoumában, és legalább 10 ellenőrző pontot valamint a Mastouma hegyet elfoglalták. A Szír Hadsereg arról számolt be, hogy Kufayr felé sikeresen tudott haladni.
Május 19-én több napnyi véres harc után a felkelők elfoglalták Nihlayát és Idlib kormányzóságban a legnagyobb, még kormánykézen lévő katonai bázist, az SAA pedig Ariha irányába visszavonult. A Szír Hadsereg védelmi vonala felbomlott, így Ariha északi része könnyen támadhatóvá vált. Az Ahrar al-Sham egyik szóvivője szerint a hadsereg már meg is kezdte a kivonulást Arihából. A kivonulás előtt a hadsereg minden raktárat és még használható lőszert megsemmisített, Az ellenzéki media olyan videóflvételeket hozott nyilvánosságra, melyeken szerintük megsemmisített és felborított, holttestekkel megtelt katonai járműveket mutatnak. Az összecsapásokban 16 felkelőt és 15 katonát megöltek, míg mások fogságba estek. Több járművet, tankot megsemmisítettek. Kafr Najdvab a lázadók több támadását visszaverték még aznap.
Május 21-én a felkelők tovább jutottak Ariha felé. Másnap 8 órakor fényes nappal nagyjából 150-500 kormányzati katona törte át az elfoglalt kórházat védő erődítményeket, és Jishr ash-Shugurba visszavonultak. Többeket megöltek, megsebesítettek, illetve fogságba ejtettek az ellenzéki rajtacsapáskor, útközben 3 vezérezredest és egy ezredest öltek meg. A lázadók szerint 208 katonával végeztek, és 65-öt foglyul ejtettek a kórház visszafoglalása alatt. A jelek szerint legfeljebb 55 katona élhette túl a visszavonulást. Ugyanakkor a kormányzati hírforrások beszámolói szerint a 170 fős osztagból 127-en megmenekültek. Robert Fisk újságíró szerint a Nemzeti Kórházt elhagyó katonák "jóval kevesebb mint fele" érte el biztonságban a kormányerők vonalát. Többen közülük még ezután haltak bele a sebesüléseikbe. A Szír Állami TV győzelemként értékelte a visszavonulást, és a legtöbb kormányzati támogató nevében gratulált az eseményért. Néhányan azonban kritizálták a lépést. A Szír Légierő aznap legalább 22 légi támadást hajtott végre, a hadsereg pedig megpróbált Jishr ash-Shugur felé előretörni. Az ellenzéki erők a nap későbbi szakaszában elfoglalták a kórházat.
Az SOHR szerint 261 szír katona, köztük 80 tisztviselő (1 vezérőrnagy, 11 dandártábornok, 11 ezredes és 3 alezredes) esett el a Jishr ash-Shugur elleni támadások során. A szír állami televízió szerint a kormányerők a kórház felszabadításáért indított hadművelet alatt legalább 300 lázadóval végeztek és több százat megsebesítettek. Még ezen a napon a kormány hadserege megtámadta a Ghab síkságon a felkelők kezén lévő Sirmaniyyah falut.
Május 28-án a felkelők nagy erejű támadást indítottak Ariha ellen, és be is hatoltak a város keleti részeibe. A város környékén tovább folytak a tűzpárbajok. Pár órával később az ellenzéki csapatok a kormányzati erők Orem al-Joz és Mhambel felé az Ariha–Jishr ash-Shugur főúton történt visszavonulását kihasználva elfoglalták Arihát and Kafr Najdot. Este Ma’taram is a felkelők kezére került. Aznap a kormányerők legalább 31 tagja meghalt, köztük 13 katona, akiket a felkelők végeztek ki.
Orm al-Joz és Ein Orm al-Joz másnap került az ellenzék kezére.

### Harcok az Ariha–Latakia országúton
Június 4-én a hadsereg visszafoglalta Tal A'ourt, Al-Zayadiyaht és Sararifet valamint Tall Ghazal és Tall al-Sahan dombjait. Másnap a hadsereg tovább haladt, és Idlib, valamint Hamá kormányzóságok közigazgatási határán megtámadta Marj al-Zohourt és a Zayzoun-gátat.
Ugyanezen a napon a felkelők nagyszabású támadást indítottak a Sheikh Ali hegyes területein, és kezdetben a Basanqul erdőt, majd a teljes hegyet elfoglalták. Ezen felül Basanqul közelében további öt falut megszereztek.
Január 6-án a felkelők elfoglalták Basanqult és Mahambelt. Tovább haladva megszereztek Mahambeltől nyugatra két ellenőrző pontot, köztük a legnagyobb Idlibben megmaradt útzárat. Az SOHR szerint ebben a támadásban a szír erők 11 tankot és csapatszállítót vesztettek. A harcokban 32 katonát és 13 felkelőt öltek meg.
Június 6-án este az Ahrar al-Sham egyik szóvivője azt állította, Idlib kormányzóság 99%-a a Hódító Hadsereg ellenőrzése alatt áll.
Június 8-án a Szír Légierő támadást intézett al-Janodia falu ellen, amiben a jelentések szerint 49 polgári áldozat meghalt, míg az iráni tisztviselők kivégeztek három szír katonai tisztviselőt, akik Mahambelből és Basanqul ellenőrző pontról éppen visszavonultak.
Június 13-án a felkelők támadást indítottak az Idlibben még kormánykézen lévő helyek megszerzéséért, és az SOHR beszámolói szerint az országút mentén Mushayrifah, Jannat al-Qura, és Tal Sheikh Khattab is az ő területük lett, bár ezen területek megszerzéséről már két héttel korábban is érkeztek hírek. További területeket szereztek meg azon a Sarafif területen, amit a kormány június 4-én szerzett meg. Aznap egy lázadó orvlövész meglőtte Suheil Al Hassan ezredest, de a retesz az egyik testőrét találta el, aki belehalt a sérüléseibe.
Másnap a Szír Hadsereg visszaszerezte az előző nap elvesztett területeket, miután a felkelők a heves tűzpárbaj után visszavonultak.

## Stratégiai elemzés
A Jishr ash-Shuguri offenzívát sokan "a szíriai polgárháború legnagyobb és legígéretesebb hadműveleteként" írják le, melyben majdnem 40 ellenzéki csoport fogott össze, hogy törbe csalják és lefoglalják Suheil Al Hassan Tigris Erőit, akiket a második idlibi csatában aratott felkelői győzelem után azért alakítottak meg, hogy az idlibi offenzívában visszaverje a felkelőket. A Stratfor szerint ha a felkelők el tudták volna szeparálni a 11. Fegyveres Osztagnak és a Tigris erőknek helyet biztosító idlibi völgyet, akkor a Szír Hadsereg számára egy "még nagyobb katasztrófát" tudtak volna okozni. A Stratfort szerint hiba volt az olyan elit alakulatok Idlibbe küldése, mint például a Tigris Erők vagy a Sivatagi Sólymok, mert így Hormsz keleti részében az állásokban nagyon sebezhető lett a kormány hadereje.
Sok helyen jelezték, hogy az ellenzéki erők Jishr ash-Shugur bevétele után a kormányzat legfontosabb erődítménye, Latakia felé fognak megindulni. Fontos volt a latakiai frontvonal újranyitása is, főleg akkor, mikor a szaúd-arábiai politikusok az ellenzéki seregek egyesítésén dolgoztak. Charles Lister, a Brookings Doha Centre elemzője ezt mondta: “A teljes ellenzéknek utat n yitna ez a győzelem Idlibből és Hamából Latakia felé, ami jelentősen megnövelné a Latakia ellen indítandó támadás esélyét. Ez nagyon veszélyes lenne a rezsim számára” Hozzátette, hogy Jish ash-hugur bevétele egy nagyobb méretű stratégia része lehet. Az Ahrar al-Sham egyik szóvivője ezt mondta: "Jishr ash-Shugur még Idlibnél is fontosabb. Közel van a rezsim tengerparti területeihez. A part már lőtávolságon belülre került." Ahogy a felkelők június elején az Idkib-Latakia országút mentén egyre előrébb hatoltak, egyre hevesebb harcok helyszíne lett Latakia körzet a Jabal al Akrad hegység mellett. Innét már rálátás nyílik az Asszád-család hazája, Qardaha mellett fekvő Alawite falura.
Az egyre erőteljesebb lázadói győzelmek miatt egyre többen tartanak egy olyan forgatókönyvtől, hogy a megerősödött felkelők a kormány egyre hevesebb biztonsági intézkedései ellenére megtámadják Damaszkuszt. Az AL RAI vezető nemzetközi hírszerkesztője szerint a közelmúlt idlibi eseményei után Szíria a feldarabolódás szélére került. A Jane's Information Group szerint az offenzíva Bassár el-Aszadot olyan képben tünteti fel, "mintha még a tengerparti hegyi területeket sem tudná megvédeni, ahol pedig a központi támogató háttérbázisa is van." Azon is elgondolkodtak, hogy a jövőben Irán nem őt fogja szíriai érdekeik legfőbb képviselőjének tartani.
Június elején a szír biztonsági egységek azt jelentették, hogy több ezer iráni és iraki harcos gyűlt össze. "A cél 10.000 olyan férfi összegyűjtése, akik segítenek a kormányt támogató szír hadseregnek először megvédeni Damaszkuszt, majd visszafoglalni a tengerparti szakasz és Hamá kormányzóság szempontjából is jelentős Jishr ash-Shugur visszafoglalásában.” Pár nappal korábban az iráni Jeruzsálemi Hadsereg tábornoka, Kászem Szolejmáni ezt mondta: “ A világ majd meglepődik, hogy a szír katonai vezetőkkel együtt mire készülünk az elkövetkező napokban” Szolejmánit felbosszantotta, hogy a szír hatóságok a közhangulat javítása miatt nyilvánosságra hozták a mondatait. Az SOHR arról számolt be, hogy Irakból, Iránból és Afganisztánból 6000 katona érkezett az országba.

## Reakciók

### Belföldi reakciók
- – 2015. április 28-án Szíria azzal vádolta meg Törökországot, hogy katonai és logisztikai támogatást nyújt az al-Nuszra idlibi támadásaihoz.[227] Walid Muallem szír külügyminiszter így jellemezte az idlibi helyzetet: Ez egy "cionistaamerikai támogatás".[228]

### Nemzetközi reakciók
- – Kászem Szolejmáni a jelentések szerint mérges volt, mikor Szíriába érkezett az idlibi helyzet felmérésére. “Miért hajtják le fejüket? [...] Szíria népe azért fizette az adókat, hogy ki lehessen fizetni az Önök bérét. Azt pont az ilyen nehéz napokért kapják. Mit tettek annak érdekében, hogy megvédjék őket az ilyen aljas banditáktól? Miért most vesztik el a nyugalmukat?” A jelentések szerint lehordta a szíriai vezetőket.[226]